# Ignacy Kaliciński
Ignacy Kaliciński (ur. 14 grudnia 1828 w Cebrze, zm. 8 października 1882 w Lublinie) – polski aktor teatralny w Galicji.

## Życiorys
W latach 1839–45 uczył się w Gimnazjum św. Anny w Krakowie, następnie na Wydziale Filozoficznym Uniwersytetu Jagiellońskiego.
Debiutował prawdopodobnie w 1845 w zespole Tomasza Chełchowskiego w Lublinie, i w tym teatrze grał do 1848. W 1849 (do 1854) był aktorem teatru krakowskiego. Od r. 1850 reżyserował także sztuki i pełnił funkcję kierownika literackiego teatru krakowskiego. W latach 1854–1857 występował w teatrze lwowskim i prowadził zespół teatralny wraz z Chełchowskim. W 1857 zadebiutował w Warszawskich Teatrach Rządowych, ale jednak powrócił do Lwowa. Od 1857 jako aktor prowincjonalny grał m.in. w Tarnowie i Nowym Sączu, gościnnie we Lwowie i Krakowie, w Lublinie, u Miłosza Stengla w Stanisławowie (1867), Lucjana Eisenbach-Ortyńskiego w Kaliszu, Sieradzu, Radomiu i Kielcach (1867–1868), w zespole Trapszy w Kaliszu, Piotrkowie Trybunalskim i Włocławku, Lecha Nowakowskiego i Stengla (tournée po Wielkopolsce w sezonie 1870/1871), a także w Bydgoszczy i Toruniu.
W końcu 1871 zorganizował własny zespół teatralny i występował z nim na terenie Pomorza i Wielkopolski: w 1872 w Śremie (styczeń–marzec), Środzie Wielkopolskiej (kwiecień), Gostyniu, Poznaniu (sierpień), Pleszewie, Ostrowie, Gnieźnie, w 1873 w Toruniu (od początku maja), Wrześni, Lubawie, Nowym Mieście, Brodnicy, Borku, Gostyniu (lipiec), Wąbrzeźnie, Trzemesznie (sierpień), Poznaniu (sierpień–wrzesień), Buku (wrzesień), Gnieźnie, Pleszewie (październik–grudzień), Ostrowie. Starał się także w tym czasie o pozwolenie na występy w okręgu bydgoskim, ale niemiecka cenzura nie przepuściła do zatwierdzenia scenariuszy jego występów. W 1874 przez pewien czas należał do zespołu Józefa Teksla w Płocku i warszawskim teatrzyku ogórkowym „Eldorado”.
W latach 1875–1881 prowadził teatr w Galicji i Wielkopolsce.
W 1882 grał jeszcze w zespole Aleksandra Ignacego Myszkowskiego i Jana Nowakowskiego. Zmarł nagle w teatrze, na atak serca.
U Kalicińskiego zdobywali doświadczenie m.in.: Józef Baranowski, Władysław Woleński, Aniela Aszpergerowa, Aniela Bolechowska (po mężu Matlińska).
Był w swoim czasie aktorem popularnym (np. rola w „Komediantce” Władysława Reymonta), obsadzanym w rolach pierwszoplanowych i uważanym za utalentowanego, choć trochę zmanierowanego. Najlepsze role: Artur („Lwy i lwice”), Don Cezar („Ruy Blas”), Iliński („Francuz”), Jan („Trzy epoki życia”), Młynarz („Zaręczyny diabła”), Chlestakow („Rewizor”), Bardos („Krakowiacy i Górale”), Matus („Emigracja chłopska”), Major („Złe ziarno”), Burydan („Wieża piekielna”), Cześnik („Zemsta”), Wojewoda („Mazepa”).